# Igor Benedejčič
Igor Benedejčič (Capodistria, 28 luglio 1969) è un allenatore di calcio ed ex calciatore sloveno, di ruolo centrocampista.

## Carriera

### Calciatore
Da calciatore ha collezionato 8 presenze e una rete con la nazionale slovena. Andò in gol nel 1992 a Tallinn nell'amichevole contro l'Estonia, risultando il primo calciatore sloveno a segnare in una partita internazionale.

### Allenatore
Nel novembre 2018 ha guidato per alcuni giorni la nazionale, in attesa della nomina del nuovo CT.